# 拉科維謝
50°13′37″N 24°30′9″E / 50.22694°N 24.50250°E
拉科維謝（烏克蘭語：Раковище），是烏克蘭西部的村莊，隸屬利維夫州的舍普季茨基區。該村始建於1591年，面積0.83平方公里，海拔高度210米，2001年人口98，人口密度每平方公里118.21人。